# Cómo celebré el fin del mundo
Como celebre el fin del mundo (en rumano, Cum mi-am petrecut sfârșitul lumii) es una película dramática de 2006 siendo este el debut del director rumano Cătălin Mitulescu. Fue estrenado el 15 de septiembre de 2006.

## Sinopsis
La película trata sobre Eva, de 17 años, y Lilu de 7 años, dos hermanos que vivían en Bucarest durante los últimos años del régimen comunista de Nicolae Ceaușescu. Después de que Eva es expulsada de su escuela secundaria por su actitud poco cooperativa, la envían a una escuela técnica donde conoce a Andrei, con quien planea escapar de la Rumanía comunista nadando a través del Danubio hacia Yugoslavia y mudándose a Italia. Lilu y sus amigos, mientras tanto, se ofrecen como voluntarios para un coro de niños programado para cantar para Ceaușescu, con la esperanza de que esto les dé la oportunidad de asesinar al dictador.

## Reparto y caracteres

### La familia Matei
- Dorotheea Petre como Eva Matei
- Timotei Duma como Lalalilu Matei
- Carmen Ungureanu como Maria Matei
- Mircea Diaconu como Grigore Matei
- Jean Constantin como Tío Florică

### Amigos de Lilu
- Valentino Marius Stan como Tarzan
- Marian Stoica como Silvică

### Amigos de Eva
- Cristian Văraru como Andrei, el amigo de Eva
- Ionuț Becheru como Alexandru Vomică, el novio de Eva

### Otros
- Valentin Popescu como El profesor de música
- Grigore Gonta como Ceaușică
- Florin Zamfirescu como El director escolar
- Monalisa Basarab como Profesor de coro
- Corneliu Țigancu como Bulba
- Nicolae Enache Praida como Titi

## Premios
- Dorotheea Petre - Premiul de interpretare feminină (premio a la actriz femenina)
- Dorotheea Petre - Premio Un Certain Regard a la mejor actriz, Festival de Cannes 2006[1]

## Títulos alternativos
- The Way I Spent the End of the World (título en inglés)
- Comment j'ai fêté la fin du monde (título en francés)